# Operación Vuelo de Justicia

Bandera del Frente Patriótico Manuel Rodríguez.

La Operación Vuelo de Justicia (conocida también como el Gran Rescate o la Fuga del Siglo), es el nombre dado por el Frente Patriótico Manuel Rodríguez a la operación de rescate de sus militantes: Ricardo Palma Salamanca, Pablo Muñoz Hoffman, Mauricio Hernández y Patricio Ortiz Montenegro, de la Cárcel de Alta Seguridad de Santiago, el 30 de diciembre de 1996.

## Antecedentes
El 25 de marzo de 1992 Ricardo Palma Salamanca era detenido por la Policía de Investigaciones acusado del secuestro de Cristián Edwards y la muerte del senador Jaime Guzmán, el coronel Luis Fontaine Manríquez y el cabo Víctor Valenzuela Montecinos. En tres de estos procesos fue condenado a cadena perpetua; en el caso Fontaine su condena fue de 15 años de prisión. A su vez, Mauricio Hernández también había sido detenido por el crimen de Guzmán y el secuestro de Edwards, cumpliendo una doble pena de presidio perpetuo.
Por su parte, Pablo Muñoz Hoffmann, quien tenían 10 causas en su contra y se encontraba cumpliendo pena por el asesinato del coronel Luis Fontaine y por el atentado al general Gustavo Leigh Guzmán perpetrado en 1990; y Patricio Ortiz Montenegro cumplía una pena de 10 años por el asesinato de un carabinero.

## La fuga
Las turistas irlandesas Frances Mary Shannon y Christine Shannon (hermanas vinculadas al Ejército Republicano Irlandés, que habían ejecutado un escape en helicóptero parecido en 1973) compraron un viaje turístico de helicóptero por sobre Santiago, acompañadas de dos frentistas (los chilenos Jorge Cantillana y Raúl Escobar Poblete). En un momento, Raúl Escobar sacó un arma de fuego y la apuntó a la cabeza del piloto, tomándolo como rehén y forzándolo a ejecutar la fuga.
Los detenidos fueron extraídos a las 15:00 del 30 de diciembre en 1996 en una canasta blindada sostenida por un helicóptero desde el patio de la Cárcel de Alta Seguridad de Santiago. La operación fue precedida de ráfagas disparadas por fusiles de asalto M-16 de parte de Cantillana desde la cabina del helicóptero para repeler la posible reacción de respuesta de los gendarmes, quienes, sorprendidos por el ataque, no pudieron impedir la fuga de los frentistas.
Dada la rapidez de la acción, dos de los frentistas no alcanzaron a subirse completamente cuando el helicóptero comenzó a elevarse, Ortiz Montenegro y Hernández Norambuena sobrevolaron el penal colgando de la canasta, golpeándose este último en los muros de la cárcel. Pese a estar desprotegidos los frentistas colgantes no fueron alcanzados por ningún disparo, pues los gendarmes no repelieron la acción, refugiándose en el interior del penal.

## Obras literarias y audiovisuales
Ricardo Palma Salamanca, mientras estuvo fugitivo, publicó un libro relatando la fuga, haciendo llegar el manuscrito en un disquete a través de su madre. Fue lanzado el 30 de diciembre de 1997, al cumplirse un año de la fuga, por LOM Ediciones y la Revista Punto Final. El libro se convirtió en un best seller, con varias reimpresiones y traducciones al italiano y al francés.
En 2020 el Gobierno de Chile adjudicó a la productora Ceibo un fondo concursable para la realización de una película sobre la fuga, pero no se concretó.

## Repercusiones legales
De los cuatro frentistas escapados, tres núnca volvieron a ser capturados por la justicia chilena. Palma Salamanca se mantiene refugiado en Francia hasta hoy en día, mientras que Ortiz Montenegro fue sobreseído de consecuencias legales en 2019 y Muñoz Hoffman fue capturado por la justicia boliviana en conjunto con la Interpol el 7 de enero de 2025, aunque finalmente fue dejada sin efecto la orden de detención en su contra por parte de la Corte Suprema trece días después. Mauricio Hernández Norambuena fue detenido en Brasil en 2005 y extraditado a Chile en 2020.
En junio de 2024, Frances Mary Shannon fue detenida en Croacia, pero fue posteriormente liberada debido a que las autoridades chilenas no mandaron documentos informativos a tiempo para iniciar un juicio de extradición.